# San José del Rincón (Argentine)
Pour l’article homonyme, voir San José del Rincón.
San José del Rincón est une ville d'Argentine, située à l'est de Santa Fe, dans le Département La Capital.